# Palazzo Vallelonga

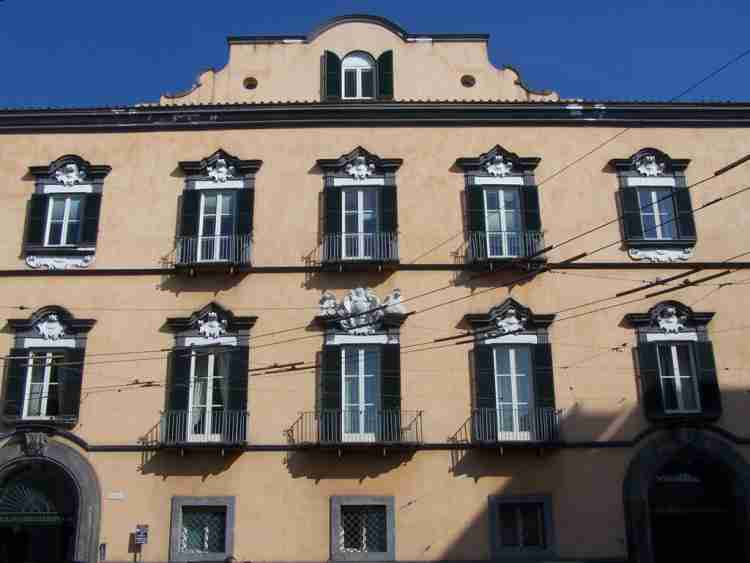
Palazzo Vallelonga in Torre del Greco: Fassade zum Corso Vittorio Emanuele

Der Palazzo Vallelonga ist ein Palast aus dem 17. Jahrhundert in Torre del Greco in der italienischen Region Kampanien. Er liegt am Corso Vittorio Emanuele, 114 und zählt zu den Palästen der Miglio d’oro.

## Geschichte
Der Markgraf von Vallelonga aus der Familie De Candia-Castiglione Morelli di Vallelonga, Eigentümer eines Lehens auf dem Land von Torre del Greco, ließ den Palast in den 1690er-Jahren errichten. Die Lage und die Schönheit des Ortes begünstigten den Zuzug adliger Familien, die dorthin kamen, um ihre Freizeit zu verbringen.
Zu Beginn des 18. Jahrhunderts beschloss der Markgraf von Vallelonga, die bäuerlichen Gebäude in bequeme Wohnhäuser für die Sommermonate für seine Familie und zur Verwaltung des weitläufigen, landwirtschaftlichen Gebietes seiner Besitzungen umbauen zu lassen. Das Gebäude aus dem 18. Jahrhundert schließt den älteren Komplex, bestehend aus niedrigen, separaten Baukörpern mit ein. Auf die Straße hinaus zeigt der Hauptblock, bestehend aus Erd- und Piano nobile. In letzterem befinden sich die Repräsentationsräume, die mit Fresken ausgeschmückt sind, und die weiteren Wohnräume der Herrschaft mit den Terrassen, von denen aus man auf das Land, den Vesuv und das Meer blicken kann.
Beim Erdbeben von 1794 wurde der Palast schwer beschädigt.

## Der Palazzo auf der Miglio d’Oro
1843 wurde das Haus des Markgrafen von Vallelonga, das fast zu einer Ruine verfallen war, von der Familie Vallelonga Camillo Napoleone-Sasso anvertraut, damit dieser es renovierte. Auf diese Weise wurde er zu einem der bedeutendsten Paläste an der Miglio d’Oro.

## Restaurierung
Die Banca di Credito Popolare von Torre del Greco kaufte 1982, was vom Palast übriggeblieben war, und ließ ihn mithilfe von Professor Roberto di Stefano restaurieren. Das Restaurierungsprojekt respektierte die vorhandenen Fundamente und das Grundrissschema der tragenden Mauerteile. Vorhandene Mauern wurden saniert, eingestürzte neu aufgebaut, wobei das Volumen der Räume (innen und außen), die das Gebäude kennzeichnen, nicht verändert wurde.